# أولاميدي أوريكونرين
أولاميدي أوريكونرين (بالإنجليزية: Olamide Orekunrin)‏ هي طبيبة من أصل بريطاني-نيجيري وهي إدارية لشركة Flying Doctors Nigeria وهي مؤسسة خيرية مقرها في لاغوس، نيجيريا.

## حياتها وتعليمها
ولدت أولاميدي في لندن، إنجلترا. اسمها "Olamide" يعني «الثروة» بلغة يوربا. تخرجت أولاميدي من مدرسة طب هل يورك في سن 21، لتصبح واحدة من أصغر الأطباء في المملكة المتحدة.

## عملها الطبي
بعد تخرجها، عملت أولاميدي لمدة عشر سنوات مع هيئة الخدمات الصحية الوطنية (المملكة المتحدة). كانت رائدة في الخدمات الطبية الطارئة عبر طائرات الهيلكوبتر في لاغوس، نيجيريا.
السبب الرئيسي الذي دفع أولاميدي لبدء الأعمال الخيرية كان بسبب فقدان أختها في ظل ظروف صعبة في نيجيريا. كانت أولاميدي من أحد الأطباء الطيارين (يقومون بالخدمات الطبية الطارئة عبر طائرات الهيلكوبتر) في لاغوس، نيجيريا في عام 2007، ثم أصبحت الرئيسة التنفيذية وعضوة في كل من الأكاديمية الأمريكية للجراحين التجميليين والجمعية الطبية البريطانية. أُدرجت بين قادة الشباب العالميين في المنتدى الاقتصادي العالمي في عام 2013. ألقت أولاميدي محاضرة حول ريادة الأعمال في معهد ماساتشوستس للتكنولوجيا.
عدد الأطباء الذين يقومون بالخدمات الطبية الطارئة عبر الطيران 44 طبيباً ويملكون 20 طائرة حيث يمكنهم تقديم الرعاية في طريقهم إلى إحدى مستشفيات نيجيريا. تقوم الشركة بتوظيف خدماتها للأحداث الكبرى في نيجيريا بالإضافة إلى تقديم التأمين للشركات والأفراد الأثرياء في البلاد. تعتقد أولاميدي أن التحسينات في بلدها ستنتج عن عمل رجال الأعمال وليس الحكومة.

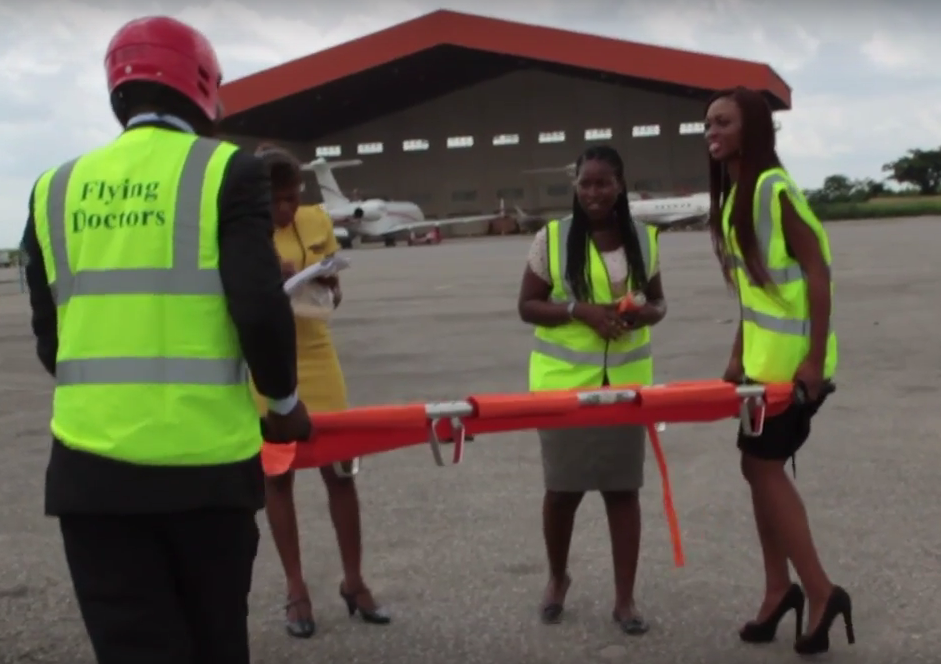
أطباء الخدمة الطارئة

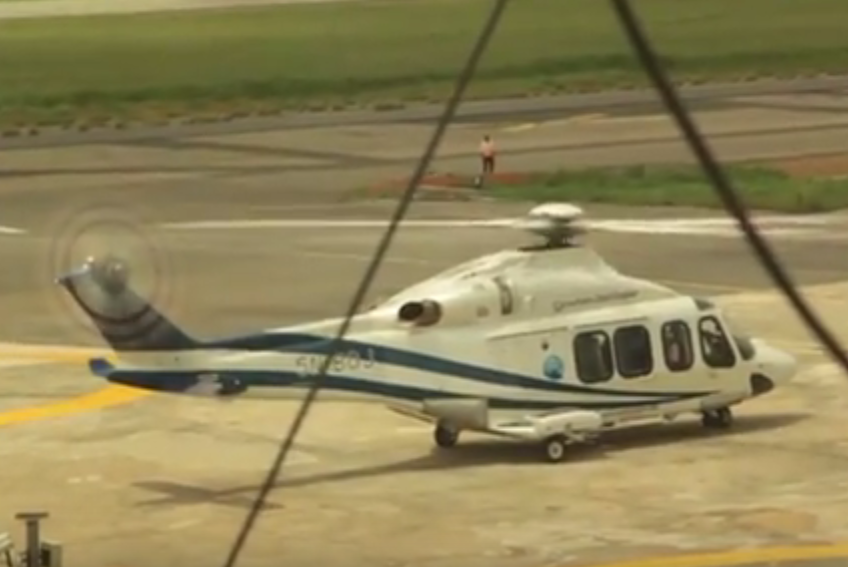
الخدمات الطبية الطارئة عبر الطيران

## وصلات خارجية
- "Flying Doctors Official Website". مؤرشف من الأصل في 2014-05-12.
- "Olamide Orekunrin Official Website". مؤرشف من الأصل في 2015-05-18.